# Playa San Lorenzo
Playa San Lorenzo es una Localidad rural perteneciente al cantón Manta, Ecuador  ubicada a 32 kilómetros  de dicha ciudad, en la provincia de Manabí. Es una Parroquia costera con una extensión aproximada de 3 kilómetros de playa a la cual se accede por vía costanera. 
San Lorenzo es reconocida por su tranquilidad y por clima que lo han transformado ciudad turística, Posee temperatura media que oscila entre los 25º y los 29 °C.